# Väringsö

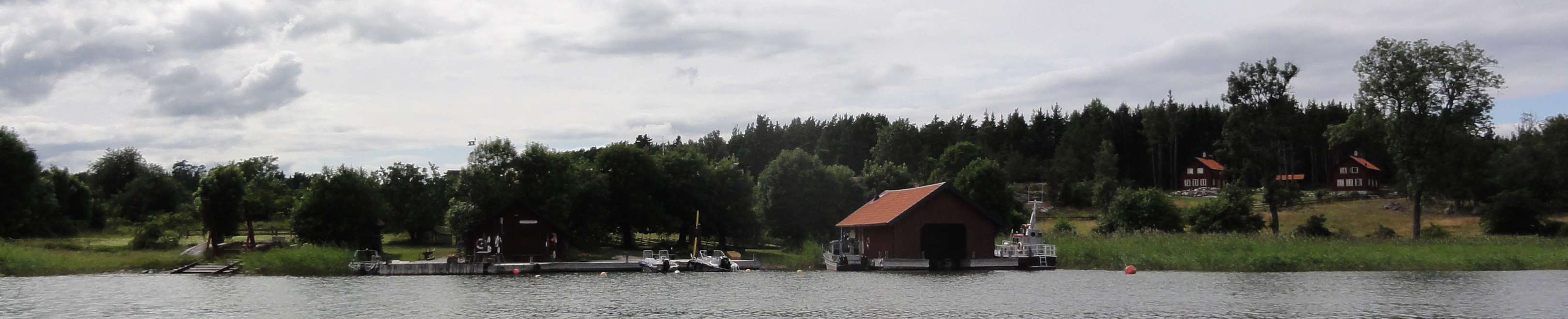
Väringsö gård.

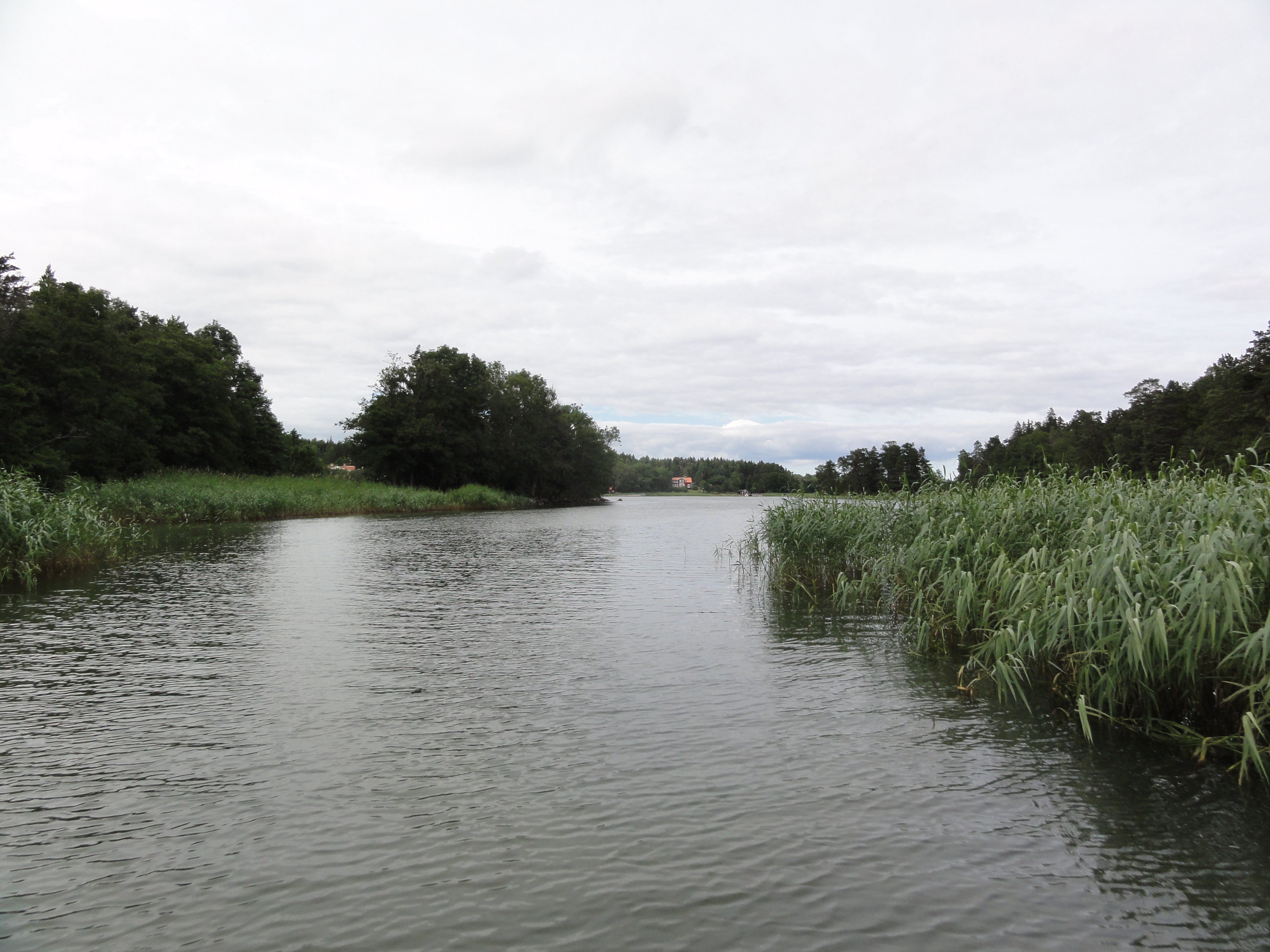
Rännan mellan Väringsö och Nämmarö.

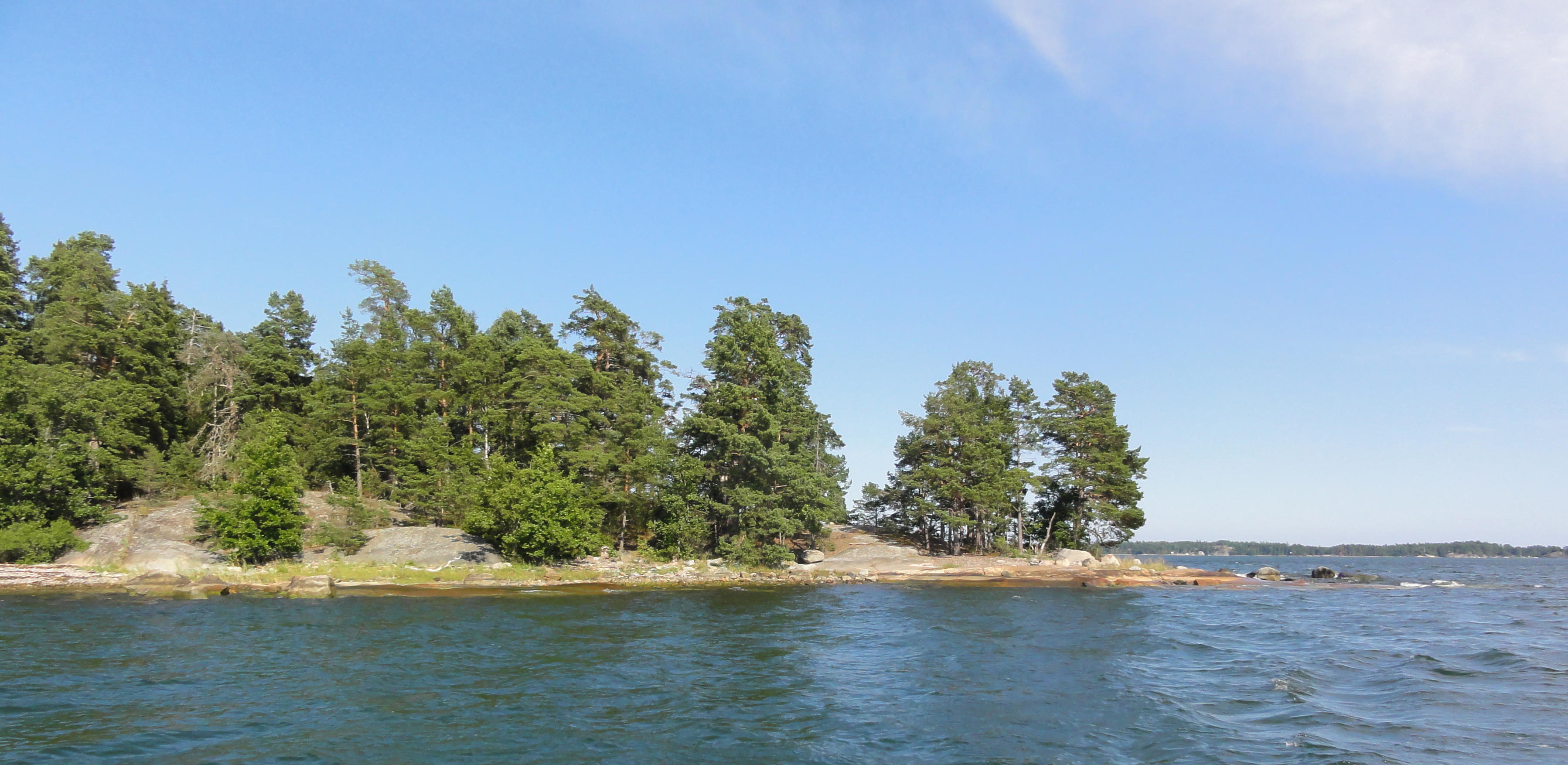
Varnäset, Väringsös södra udde.

Väringsö är en ö i Stockholms norra skärgård tillhörande Vettershaga i Länna socken i Uppland. Den är belägen intill Furusundsleden sydväst om Yxlan. Väringsö saknar landförbindelse och är till största delen skogbeklädd. På ön finns två åretruntboende. Ön Ängsö tillhörde Väringsö innan den avstyckades för att bli nationalpark år 1909. Väringsö såldes av statliga Domänverket år 1996 tillsammans med de närliggande öarna Nämmarö och Rävsund samt Växlets fyrar och är idag privatägd.

## Historik
Namnets förled väring- antyder en koppling till vikingatiden och på norra delen av Väringsö finns järnåldersgravar. Öns placering i Furusundsleden och ett av inloppen till Bergshamraviken gjorde den lämplig för en vårdkase, ett signalsystem med eldar som kunde tändas för att varna om fientliga båtar närmade sig. Det bekräftas av att den södra udden bär namnet Varnäset och platser med förledet var- har i allmänhet varit en plats för dessa. Därmed är namnets ursprung förmodligen varnäsön snarare än att den namngivits av väringar. Väringsös äldsta omnämnande i skrift är från kyrkans tiondelängd 1541 där två bönder från Väringsö upptas efter att ha betalt tionde till kyrkan. På den äldsta bevarade kartan från 1639 är två gårdar inritade, Norrgården och Södergården. Gårdarna är placerade på den norra delen av ön på samma plats som dagens bebyggelse finns. På en karta från 1709 anges att ön har tre bönder.
Under de så kallade rysshärjningarna mellan 1719 och 1721, när Ryssland anföll Sverige och brände östersjökusten, landsteg de även på Väringsö. Det finns 36 ryssugnar som kartlades vid en inventering 1957. Det äldsta huset på Väringsö är byggt år 1696 och skonades i rysshärjningarna, enligt traditionen för att det huserades av ryska officerare. Någon gång mellan 1719 och 1731 förlänades den nyinstiftade kronofogden Väringsö. Det var en del av Vaxholms fögderi och omfattade bland annat Länna och Frötuna socknar. Väringsö blev då kronofogdeboställe, strategiskt belägen mitt i fögderiet nära segelleden. Den första kronofogden hette Isac Gåse och var son till prästen i Länna. Han omnämns första gången i skrift den 15 december 1731. Den sista kronofogden, Zephyrius Blomqvist, lämnade Väringsö 1884.
När kronofogden lämnade Väringsö arrenderades byggnader, odlingsmark och betesmark ut av Kronan, det vill säga staten. Skogen förvaltades även i fortsättningen av kronan, sedermera genom Domänverket. Under mitten av 1990-talet beslutades att Domänverket skulle sälja av mindre skogsbestånd och Väringsö såldes till Göran och Eva Andersen.

## Byggnader
Den äldsta byggnaden kallas gammelgården och är byggd 1696. Övriga byggnader är samtliga med på ett besiktningsprotokoll från 1858.